# Panoplosaurus
Un craniu fosilizat de Panoplosaurus este un specimen deosebit de frumos și este adesea folosit pentru completarea altor nodosauride ale căror cranii s-au conservat doar parțial ori nu s-au conservat deloc. O asemenea extrapolare face parte din știința și arta paleontologiei. În acest caz, justificarea provine din dovezile că majoritatea craniilor parțiale ale altor nodozauride seamănă cu cel de Panoplosaurus în multe detalii. Panoplosaurus prezinta dinții mici și simpli, pentru mestecat, dispuși pe maxilare care se curbează pe linia mediană, lăsând mult loc pentru pungile cărnoase de la obraji. Partea posterioara a craniului este lată, însa botul este relativ lung și îngust, „ciocul” din față nu are dinți nici pe maxilarul superior, nici pe cel inferior, nu are prelungiri ca niște coarne sau spini din partea din spate a osului cranian - toate aceste caracteristici fiind tipice pentru nodozauride. Exista însa niște plăci suplimentare groase, de „armură” osoasa, care acoperă cea mai mare parte a craniului propriu-zis. Fosilele acestui dinozaur cu armură au fost descoperite în 1917 în rocile de la Judith River, din provincia Alberta, din Canada. Dinozaurul a primit numele în 1919 de către Lawrence Lambe, un expert canadian în dinozauri care a mai dat nume altor 9 dinozauri importanți, în același deceniu al anilor 1910. 
Sursa: „Totul despre dinozauri” de Steve Parker.